# Campeonato Nacional de Liga de Fútbol Indoor
El Campeonato Nacional de Liga de Fútbol Indoor es una competición jugada por clubes españoles. Está organizada por la Asociación de Fútbol Indoor. Los jugadores de esta liga son veteranos, ex-profesionales de la liga española de fútbol 11. Aparte del trofeo de ganador, la clasificación en esta competición da derecho a participar en la Copa de España.
El torneo está organizado por las distintas asociaciones de veteranos de los equipos participantes, siendo destinados los ingresos de los partidos a ayudar a los futbolistas retirados. 
Alfredo Di Stéfano presidía de forma honorífica el campeonato hasta su fallecimiento.

## Historia
En 2002 se organizó un torneo navideño en Guadalajara (España) entre jugadores veteranos del Atlético, Barcelona, Betis y Real Madrid, que acabó ganando el equipo blanco. La buena acogida por parte del público dio lugar a que en 2004, 2005, 2006 y 2007 se organizasen nuevas ediciones bajo el nombre de Torneo de Reyes, así como torneos locales en Sevilla y Valencia además de partidos esporádicos encuadrados en el denominado Fútbol Indoor Tour.
Esta iniciativa acabó dando origen a lo que más tarde sería el Campeonato de Liga, organizado por las asociaciones de veteranos de los clubes participantes, así como a la Copa del Mundo 2006, celebrada en Jerez de la Frontera y a la Eurocopa 2008, a celebrar en Valencia
La Liga de Fútbol Indoor comenzó a jugarse en la temporada 2007-08, tomando parte en ella los 9 clubes que han ganado en al menos una ocasión la Liga de Fútbol, es decir: Real Madrid, FC Barcelona, Atlético de Madrid, Athletic Club, Valencia CF, Real Sociedad, Deportivo de la Coruña, Sevilla FC y Real Betis.
El primer campeón de la competición fue el Deportivo de la Coruña, que consiguió el título tras vencer al Valencia (8-21) a falta de una jornada.

### Liga Placo Fútbol Indoor 2008
En 2008 se realizó la primera temporada de la Liga Indoor. Solo podía ser disputada por los nueve equipos que fueron campeones de LaLiga en alguna ocasión. El torneo comenzó el 11 de enero de 2008 y concluyó el 16 de mayo. Los partidos se realizaron a una única vuelta, es decir, no habrá ida y vuelta en el torneo, y se enfrentaron todos los equipos entre sí. Cada jornada constará de dos encuentros, a excepción de la última jornada en la que jugarán todos los equipos salvo el equipo que le toque descansar.
Los clubes clasificados para disputar la Copa de España de Fútbol Indoor serán los cuatro primeros clasificados al finalizar la liga; dicho torneo se celebrará en una misma sede. El Deportivo de la Coruña hizo el doblete y se llevó los dos títulos, Liga de Fútbol Indoor 2008 y la Copa de España de Fútbol Indoor.

### Liga Placo Fútbol Indoor 2009
La segunda temporada de la Liga Indoor trajo la novedad de la disputa de la Super Copa de España de Fútbol Indoor entre el campeón de copa y el campeón de liga. El ganador de la Supercopa fue el Real Madrid, que participó como subcampeón de la Copa. El campeón de la Liga de Fútbol Indoor 2009 fue el FC Barcelona, y el campeón de la Copa de España de Fútbol Indoor 2009 fue para el Real Madrid que venció en la final al Barcelona por 9-10.

### Liga Placo Fútbol Indoor 2010
La tercera temporada de la Liga Indoor comenzó con la disputa de la Super Copa de España de Fútbol Indoor, que fue para el Real Madrid tras ganarle al Barcelona por 6-12. Mientras que el campeón de la Liga Indoor 2010 fue el Deportivo de la Coruña, que se proclamó campeón a falta de una jornada para la finalización del campeonato, tras vencer al Atlético de Madrid por 13-10 en el Pazo dos Deportes de Riazor, y el campeón de la Copa de España de Fútbol Indoor 2010 fue el Deportivo de la Coruña tras ganarle al Betis por 10-4.

### Liga Fertiberia Fútbol Indoor 2011
La principal novedad de este año, fue el ampliar el número de participantes a 20. Estos equipos fueron los que se encontraban situados en las 20 primeras posiciones de la clasificación histórica de la Liga BBVA de fútbol.
El vencedor de la Liga, tras los Play-off al título, instaurados en esta temporada, fue el Sporting de Gijón al vencer por 11-4 al RCD Mallorca.

### Liga Fertiberia Fútbol Indoor 2012
Se vuelve a un sistema de 12 equipos participantes, que son: Real Madrid C. F.,  F.C. Barcelona, Valencia C.F., Club Atlético de Madrid, RCD Espanyol, Sevilla F. C., Deportivo de La Coruña, Real Club Celta de Vigo, Real Sporting de Gijón,  Málaga C.F., y como novedad en la competición, dos clubes extranjeros, el F.C. Porto y América de México.
De nuevo, y tras no disputarse el año anterior, la temporada comenzó con la disputa de la Super Copa de España de Fútbol Indoor, que fue para el Real Madrid tras ganarle al Sporting por 12-8, recordando viejas disputas. El campeón de Liga tras las eliminatorias de Play-off al título, fue el Real Madrid, que alzaba su primer título de esta competición tras vencer por un contundente 7-1 al FC Barcelona.

## Palmarés

### Liga
| Año  | Campeón                      | Subcampeón            | Resultado | Máx goleador            | Portero Menos Goleado | Jugador Estrella              |
| ---- | ---------------------------- | --------------------- | --------- | ----------------------- | --------------------- | ----------------------------- |
| 2008 | R. C. Deportivo de La Coruña | Real Madrid C. F.     | Liga      |                         |                       |                               |
| 2009 | F. C. Barcelona              | Real Madrid C. F.     | Liga      | Juan Sánchez (38 goles) | Paco Buyo             | Juan Sánchez                  |
| 2010 | R. C. Deportivo de La Coruña | Real Betis Balompié   | Liga      | Juan Sánchez (45 goles) | Iker Álvarez          | Idiakez                       |
| 2011 | Real Sporting de Gijón       | R. C. D. Mallorca     | 11-4      | Fredi (25 goles)        | Sergio Sánchez        | Abelardo Fernández            |
| 2012 | Real Madrid C. F.            | F. C. Barcelona       | 7-1       | Amavisca (20 goles)     |                       | Amavisca                      |
| 2013 | R. C. Celta de Vigo          | Real Valladolid C. F. | 9-8       | Juan Sánchez (26 goles) |                       | Jacobo Campos (Celta de Vigo) |
| 2014 | F. C. Porto                  | Real Madrid C. F.     | 12-9      | Rui Barros (12 goles)   |                       |                               |

### Copa
| Año  | Campeón     | Subcampeón   | Rtdo. |
| ---- | ----------- | ------------ | ----- |
| 2008 | Deportivo   | Real Madrid  | 12-9  |
| 2009 | Real Madrid | FC Barcelona | 10-9  |
| 2010 | Deportivo   | Real Betis   | 10-4  |
| 2011 | Real Madrid | Sporting     | 8-7   |

### Supercopa
| Año  | Campeón      | Subcampeón    | Rtdo.        |
| ---- | ------------ | ------------- | ------------ |
| 2009 | Real Madrid  | Deportivo     | 12-5         |
| 2010 | Real Madrid  | FC Barcelona  | 12-6         |
| 2011 | No disputada | No disputada  | No disputada |
| 2012 | Real Madrid  | Real Sporting | 12-8         |

### Cuadro de honor
| Equipo      | Ligas | Copas | Supercopas | Total de títulos |
| ----------- | ----- | ----- | ---------- | ---------------- |
| Real Madrid | 1     | 2     | 3          | 6                |
| Deportivo   | 2     | 2     | 0          | 4                |
| Sporting    | 1     | 0     | 0          | 1                |
| Barcelona   | 1     | 0     | 0          | 1                |
| Celta       | 1     | 0     | 0          | 1                |
| FC Porto    | 1     | 0     | 0          | 1                |